# Кућа Радисава Јовановића
Кућа Радисава Јовановића се налази у Београду, у улици Стевана Сремца 5 и представља непокретно културно добро као споменик културе.

Изграђена је крајем 1910. године по пројекту архитекте Бранка Таназевића као приземна стамбена кућа, са пространим двориштем. На пројекту за ову кућу архитекта Таназевић остварио је складан спој између традиционално решене основе и фасада на којима су заступљени декоративни елементи сецесије и српско-византијског стила.  Ове  карактеристике типичне су за скоро сва дела архитекте Таназевића. Ентеријер је обликован тако да представља укус грађанске породице с почетка 20. века. Зидови улазног хола осликани су мотивима холандских градова. Декоративне каљеве пећи потичу из Аустрије. Кућа Радисава Јовановића репрезентује дело познатог београдског архитекте, али и развој стамбене архитектуре у време модернизације Београда.